# Paolo Heusch
Paolo Heusch (Roma, 26 febbraio 1924 – Roma, 16 ottobre 1982) è stato un regista e sceneggiatore italiano.

## Biografia
Paolo Heusch iniziò la sua carriera subito dopo la seconda guerra mondiale come sceneggiatore. Tra il 1949 e il 1957 fu attivo come assistente regista per oltre venti film e, dopo aver diretto vari documentari, esordì come regista di film con La morte viene dallo spazio, primo film di fantascienza prodotto in Italia. Il suo lungometraggio successivo, Un uomo facile, fu presentato al nono Festival del cinema di Berlino.

## Filmografia
- La morte viene dallo spazio (1958)
- Un uomo facile (1959)
- Lycanthropus (1961) - firmato come Richard Benson
- Una vita violenta, co-regia di Brunello Rondi (1962)
- Il comandante (1963)
- Che fine ha fatto Totò baby? (1964) - non accreditato
- Il rinnegato del deserto (Una ráfaga de plomo), co-regia di Antonio Santillán (1965)
- Un colpo da mille miliardi (1968)
- El 'Che' Guevara (1968)
- Incontro d'amore, co-regia di Ugo Liberatore (1970)